# Calaquendi
Los calaquendi (singular calaquende, ‘elfos de la luz’ en quenya, de kal- [‘brillar’] + Quendi [‘los que hablan’, ‘los elfos’]) es el nombre que reciben en el libro El Silmarillion, del escritor británico J. R. R. Tolkien parte de los elfos, concretamente los primeros eldar que llegaron a las tierras del Oeste antes de la Primera Edad del Sol y vislumbraron la luz de los Dos Árboles de Valinor, en oposición a los moriquendi.
Los calaquendi son todos los vanyar y los noldor, los falmari y el rey Elwë. Posteriormente los noldor usarían el término incluyendo también a los sindar.
Este nombre es sinónimo de amanyar hasta el fin de la Primera Edad. Pero durante su exilio en Tierra Media los noldor cambiaron su uso de las palabras calaquendi, moriquendi y úmanyar para no ofender a los sindar. De manera que el término amanyar seguían utilizándolo para los mismos grupos que hasta ahora —vanyar, noldor y falmari—, pero dejaron de llamar a los sindar moriquendi y pasaron a incluirlos entre los calaquendi, aunque en realidad nunca estuvieron en Aman. Y desde ese momento los noldor usaron el término úmanyar para todos los elfos de la Tierra Media que no fueran noldor, incluyendo a los sindar y también a los elfos avari. Es decir, que los calaquendi pasaron a ser los amanyar más los sindar, los moriquendi siguieron siendo los mismos que antes excluyendo a los sindar, y ahora incorporaron a los avari dentro de los úmanyar (que vienen a ser los mismos que antes llamaban moriquendi).
Existen varios personajes famosos entre los elfos de la luz en la obra de Tolkien. De entre todos, los más destacados son los de la casa de Finwë, cuyo hijo mayor, Fëanor, fue el artífice de los Silmarils, las piedras luminosas que provocaron el exilio de los noldor de la tierra de los valar, y su guerra con el primer señor oscuro, Morgoth.